# Бартат
Бартат — село в Большемуртинском районе Красноярского края России. Административный центр Бартатского сельсовета.

## История
Основано в 1615 году. По данным 1926 года в Бартате имелось 160 хозяйств и проживало 797 человек (в основном — русские). Функционировали школа I ступени, изба-читальня и лавка общества потребителей. В административном отношении деревня являлась центром сельсовета Больше-Муртинского района Красноярского округа Сибирского края.

## География
Село находится в центральной части края, в подтаёжно-лесостепном районе лесостепной зоны, преимущественно на правом берегу реки Бартат, на расстоянии приблизительно 18 километров (по прямой) к югу от Большой Мурты, административного центра района. Абсолютная высота — 183 метра над уровнем моря.

## Население
| 2010 |
| ---- |
| 728  |

Гендерный состав
По данным Всероссийской переписи населения 2010 года в гендерной структуре населения мужчины составляли 44,9 %, женщины — соответственно 55,1 %.
Национальный состав
Согласно результатам переписи 2002 года, в национальной структуре населения русские составляли 83 % из 843 чел.

## Инфраструктура
Функционируют средняя школа, фельдшерско-акушерский пункт, дом культуры и библиотека.